# That’s What I Am
 «That’s What I Am»  — песня австрийской певицы Кончиты Вурст. Песня была выпущена в Австрии в цифровом виде 23 января 2012 года на Sony Music Entertainment. Песня добралась до 12 позиции в Австрии. Песня заняла второе место в австрийском отборе на Евровидение 2012, уступив только Trackshittaz с песней «Woki mit deim Popo», который не смог попасть в финал, заняв 18-е место с 8 очками.

## Список композиций
| №  | Название           | Длительность |
| -- | ------------------ | ------------ |
| 1. | «That’s What I Am» | 2:59         |